# سان مارتينو في ريو
سان مارتينو في ريو (بالإيطالية: San Martino in Rio)‏ هي بلدية في مقاطعة ريدجو إميليا في إقليم إميليا رومانيا الإيطالي.

## السكان
في سنة 1861 بلغ عدد السكان 3٬184 نسمة، وتطور العدد ليصل في سنة 2011 لـ 7٬773 نسمة.
يظهر هذا المخطط البياني تطور النمو السكاني لـ سان مارتينو في ريو